# قانون اساسی عراق
قانون اساسی عراق (عربی: دستور العراق) قانون اساسی کشور عراق است. نخستین قانون اساسی برای ایجاد حکومت مشروطه سلطنتی در سال ۱۹۲۵ به تصویب رسید. در سال ۱۹۵۸ حکومت به جمهوری تغییر کرد و قانون اساسی جدیدی تصویب شد. این قانون اساسی در سال‌های ۱۹۶۳، ۱۹۶۴، ۱۹۶۸ و ۱۹۷۰ اصلاح شد و تا سال ۲۰۰۳ که با جنگ عراق حکومت صدام ساقط شد، برقرار بود. قانون اساسی جدید در سال ۲۰۰۵ به تصویب رسید. این قانون اساسی توسط مجلس حکومتی عراق که منصوب حکومت ائتلاف موقت عراق بود بر مبنای تقسیمات طائفی قدرت سیاسی میان شیعیان، سنی‌ها و کردها تدوین شد.